# Destrămarea Uniunii Republicilor Sovietice Socialiste
| - 1. Armenia - 2. Azerbaidjan - 3. Belarus - 4. Estonia |  | - 5. Georgia - 6. Kazahstan - 7. Kîrgîzstan - 8. Letonia |  | - 9. Lituania - 10. Moldova - 11. Rusia - 12. Tadjikistan |  | - 13. Turkmenistan - 14. Ucraina - 15. Uzbekistan |  |

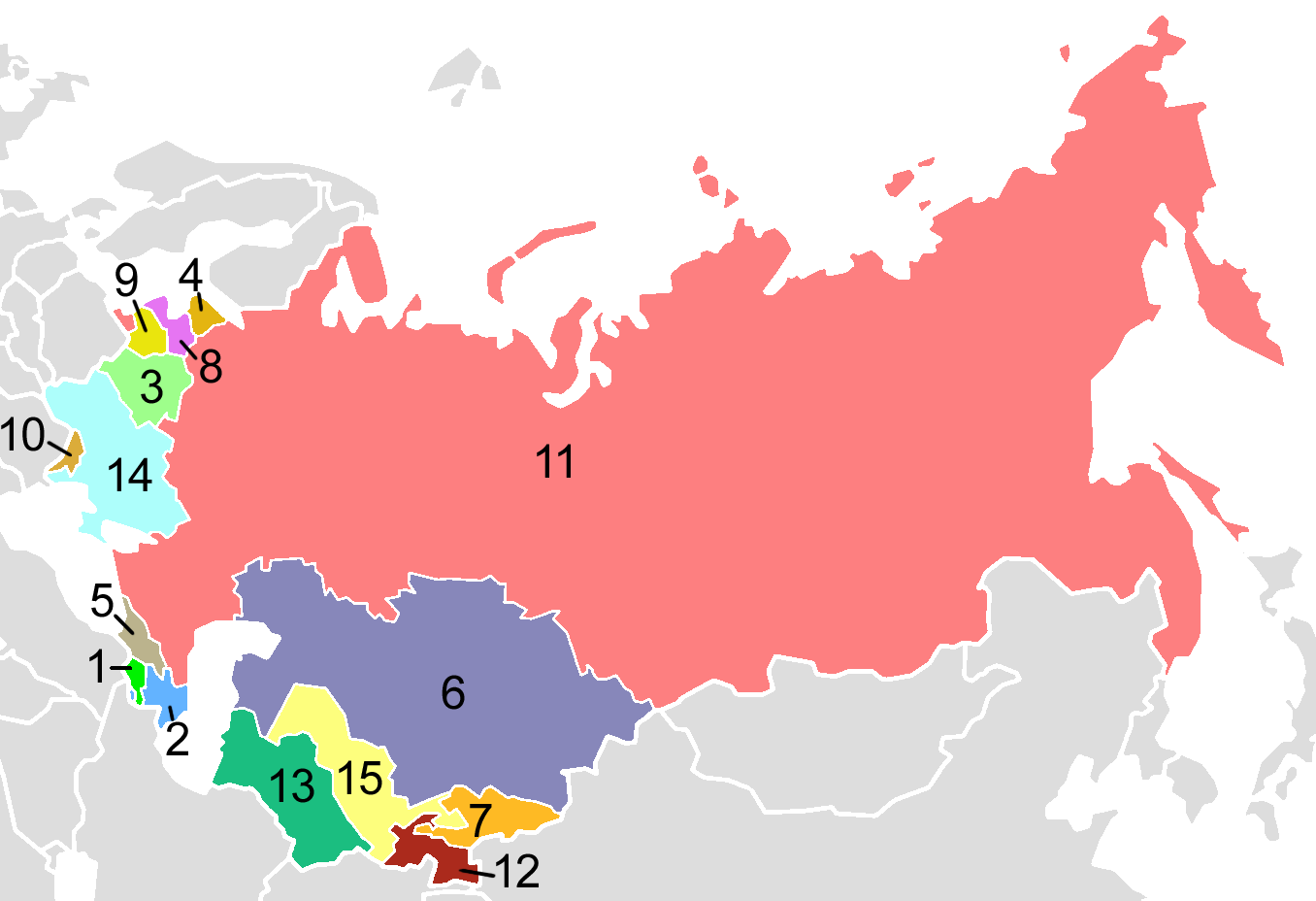
Statele post-sovietice (ordonate alfabetic)

Uniunea Republicilor Sovietice Socialiste (URSS) a încetat să mai existe pe 26 decembrie 1991 prin declarația nr. 142-H a Sovietului Suprem al Republicilor Uniunii Sovietice, recunoscând independența a douăsprezece republici ale Uniunii Sovietice, și crearea Comunității Statelor Independente (CSI). În ziua precedentă, 25 decembrie 1991, Președintele Uniunii Sovietice Mihail Gorbaciov a demisionat, declarând funcția sa desființată. În aceeași zi, seara la 19:32 drapelul Uniunii Sovietice a fost coborât de pe Kremlin și înlocuit cu tricolorul rus. În săptămânile anterioare, 11 din republicile sovietice au semnat Protocolul de la Almatî, înființând oficial CSI și declând încetarea existenței Uniunii Sovietice. Desființarea Uniunii de asemenea a marcat și sfârșitul Războiului Rece. Revoluțiile de la 1989 și dezmembrarea Uniunii Sovietice a condus la încheierea unei ostilități de multe decenii dintre Organizația Tratatului Atlanticului de Nord (NATO) și Pactul de la Varșovia, care a fost o caracteristică definitorie a Războiului Rece.
Multe dintre fostele republici sovietice au menținut relații strânse cu Rusia și au format organizații multilaterale cum ar fi Comunitatea Economică Euroasiatică, Uniunea Statală Rusia-Belarus, Uniunea Vamală Euroasiatică, Uniunea Euroasiatică pentru a consolida cooperarea economică și de securitate a acestor state.

## Rezultate și semnificații
La 25 decembrie 1991, președintele sovietic Mihail Gorbaciov a anunțat încetarea activităților sale în acest post "din motive de principiu".
La 26 decembrie, Consiliul republicilor Sovietului Suprem al URSS a adoptat o declarație privind încetarea existenței URSS în legătură cu formarea Comunității Statelor Independente.
Odată cu prăbușirea URSS, cincisprezece foste republici sovietice au devenit independente.
Procesele de reconfigurare a spațiului post-sovietic, încercările de dezvoltare activă de la sfârșitul anilor 1980 de către principalii jucători concurenți în arena politică: Statele Unite, Marea Britanie, Germania, Franța, Italia, China, Japonia, Turcia și ulterior Rusia - au dus la o restructurare geopolitică globală : o lume unipolară formată cu dominarea globală a SUA ca singura superputere .

## Cronologia Declarațiilor de Independență
Statele cu recunoaștere limitată sunt afișate cursiv.
- Lituania – 11 martie 1990
- Estonia (tranzițională) – 30 martie 1990

(efectivă) – 20 august 1991
- Letonia (tranzițională) – 4 mai 1990

(efectivă) – 21 august 1991
- Abhazia (care apartine Georgiei) – 25 august 1990
- Transnistria (față de Republica Moldova) – 2 septembrie 1990
- Georgia – 9 aprilie 1991
- Găgăuzia (față de Republica Moldova) - 19 august 1991
- Ucraina – 24 august 1991
- Belarus – 25 august 1991
- Republica Moldova – 27 august 1991
- Kârgâzstan – 31 august 1991
- Uzbekistan – 1 septembrie 1991
- Nagorno-Karabah (față de Azerbaidjan) – 2 septembrie 1991
- Tadjikistan – 9 septembrie 1991
- Armenia – 21 septembrie 1991
- Azerbaidjan – 18 octombrie 1991
- Turkmenistan – 27 octombrie 1991
- Republica Cecenă Icikeria (față de Federația Ruse) - 1 noiembrie 1991
- Osetia de Sud (față de Georgia) – 28 noiembrie 1991
- Rusia – 12 decembrie 1991 (în această zi Sovietul Suprem al RSFS Ruse a ratificat oficial Acordurile de la Belaveja, denunțând Tratatul Uniunii din 1922, și a convocat deputații ruși din Sovietul Suprem al Uniunii Sovietice).
- Kazahstan – 16 decembrie 1991

## Direcții în istoriografia destrămării URSS
Istoriografia privind dizolvarea sovietică poate fi clasificată aproximativ în două grupe, și anume abordări intenționaliste și abordări structuraliste. 
Cele internaționaliste susțin că colapsul sovietic nu era inevitabil și că a rezultat din politicile și deciziile anumitor indivizi (de obicei, Gorbaciov și Elțin). Un exemplu caracteristic de abordare intenționalistă este Factorul Gorbaciov a istoricului Archie Brown, care susține că Gorbaciov a fost forța principală în politica sovietică cel puțin în perioada 1985–1988 și că chiar și mai târziu a condus în mare măsură reformele și evoluțiile politice, și că nu a fost condus de evenimente. Acest lucru era valabil mai ales pentru politicile perestroika și glasnost, reformele în direcția economiei de piață și pozițiile de politică externă, după cum a confirmat politologul George Breslauer, etichetându-l pe Gorbaciov drept un „om al evenimentelor”. Într-o notă ușor diferită, David Kotz și Fred Weir au susținut că elitele sovietice au fost responsabile de impulsionarea atât a naționalismului, cât și a capitalismului, de care ar putea beneficia personal (fapt demonstrat și de prezența lor perpetuată în eșaloanele economice și politice superioare ale republicilor post-sovietice).
Dimpotrivă, abordările structuraliste adoptă o viziune mai deterministă, în care dizolvarea URSS a fost rezultatul unor probleme structurale profund înrădăcinate, care au plantat o „bombă cu ceas”. De exemplu, Edward Walker a susținut că în timp ce minorităților naționale li se refuza accesul la putere la nivelul Uniunii, și se confruntau cu o formă de modernizare economică destabilizatoare cultural și, fiind supuse unei oarecare rusificări, ele erau totuși consolidate de mai multe politici implementate de regimul sovietic (cum ar fi indigenizarea conducerii, sprijinirea limbilor locale și așa mai departe) care au creat, în timp, conștiințe naționale. În plus, miturile de bază care legitimau sistemul federativ al Uniunii Sovietice — cum că aceasta ar fi fost o uniune voluntară și reciprocă de popoare aliate — a facilitat secesiunea/independența. La 25 ianuarie 2016, președintele rus Vladimir Putin a susținut acest punct de vedere, spunând despre sprijinul acordat de Lenin dreptului de secesiune pentru republicile sovietice, că era o „bombă cu acțiune întârziată”.